# Burgas
Burgas (bułg. Бургас) – miasto w południowo-wschodniej Bułgarii, nad Zatoką Burgaską Morza Czarnego. Jest ośrodkiem administracyjnym obwodu Burgas i gminy Burgas.
Według danych szacunkowych Ujednoliconego Systemu Ewidencji Ludności oraz Usług Administracyjnych dla Ludności, 15 września 2023 roku miejscowość liczyła 210 027 mieszkańców.
Miasto zostało założone w XVIII wieku na miejscu XIV-wiecznej warowni Pirgos.
Obecnie jest ważnym ośrodkiem kulturalnym, turystycznym i portem rybackim. Stanowi znane uzdrowisko (źródła termalne). Posiada jeden z największych w Bułgarii międzynarodowych portów lotniczych.
Burgas liczy ok. 200 tys. mieszkańców, dzięki czemu jest czwartym, po Sofii, Płowdiwie i Warnie, miastem w Bułgarii pod względem liczby mieszkańców.
W bezpośredniej bliskości miasta znajdują się trzy jeziora, w tym największe naturalne jezioro kraju – Jezioro Burgaskie.
W centrum miasta znajduje się obszerny park z pomnikiem Adama Mickiewicza, który spędził w tym mieście kilka miesięcy u schyłku życia. Imieniem polskiego poety nazwana została także jedna z ulic w centrum miasta. W Burgasie ostatnie lata życia spędził i zmarł polski lekarz i powstaniec styczniowy Władysław Jabłonowski.
W Burgasie stoi pomnik Petki Wojwody – jednego z liderów bułgarskich walk narodowowyzwoleńczych w XIX w.

## Gospodarka
W mieście rozwinął się przemysł rafineryjny, środków transportu, elektrotechniczny, metalowy, drzewny, włókienniczy oraz spożywczy.

## Kultura
W Burgasie mieszczą się m.in. Teatr Dramatyczny im. Adriany Budewskiej oraz kilka placówek muzealnych, w tym:
- Muzeum Archeologiczne(inne języki)
- Muzeum Etnograficzne(inne języki)
- Muzeum Historyczne

W mieście znajdują się dawne domy różnych postaci związanych z bułgarską kulturą, m.in.:
- kompozytora Georgiego Szagunowa(inne języki),
- rzeźbiarza Petki Zadgorskiego(inne języki),
- pisarza i polityka Petki Rosena(inne języki),
- publicysty i krytyka Władimira Wasilewa,
- pisarza Agopa Melkonjana(inne języki).

Domy bułgarskich artystów i ludzi kultury:
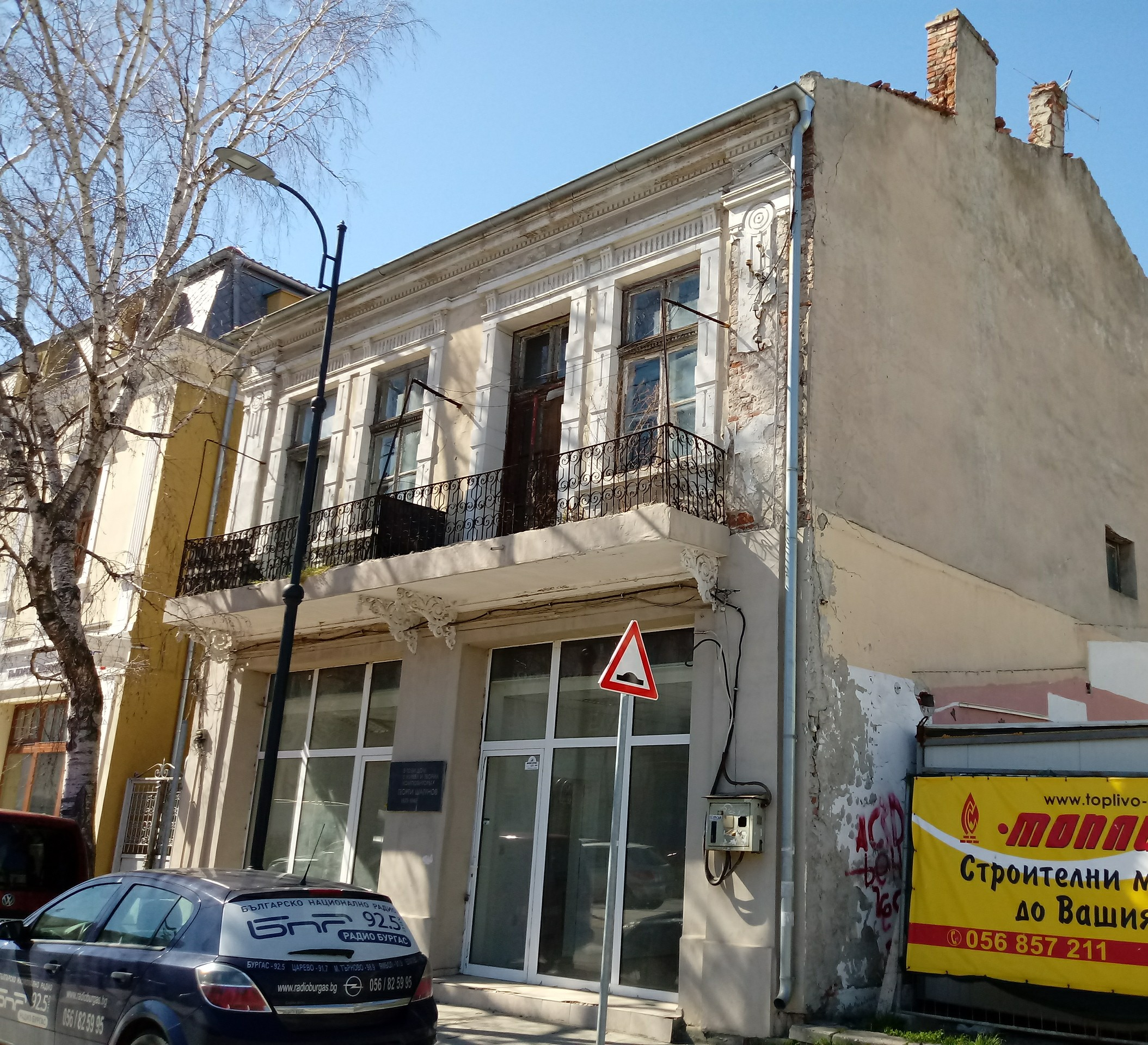
Dom kompozytora Georgiego Szagunowa
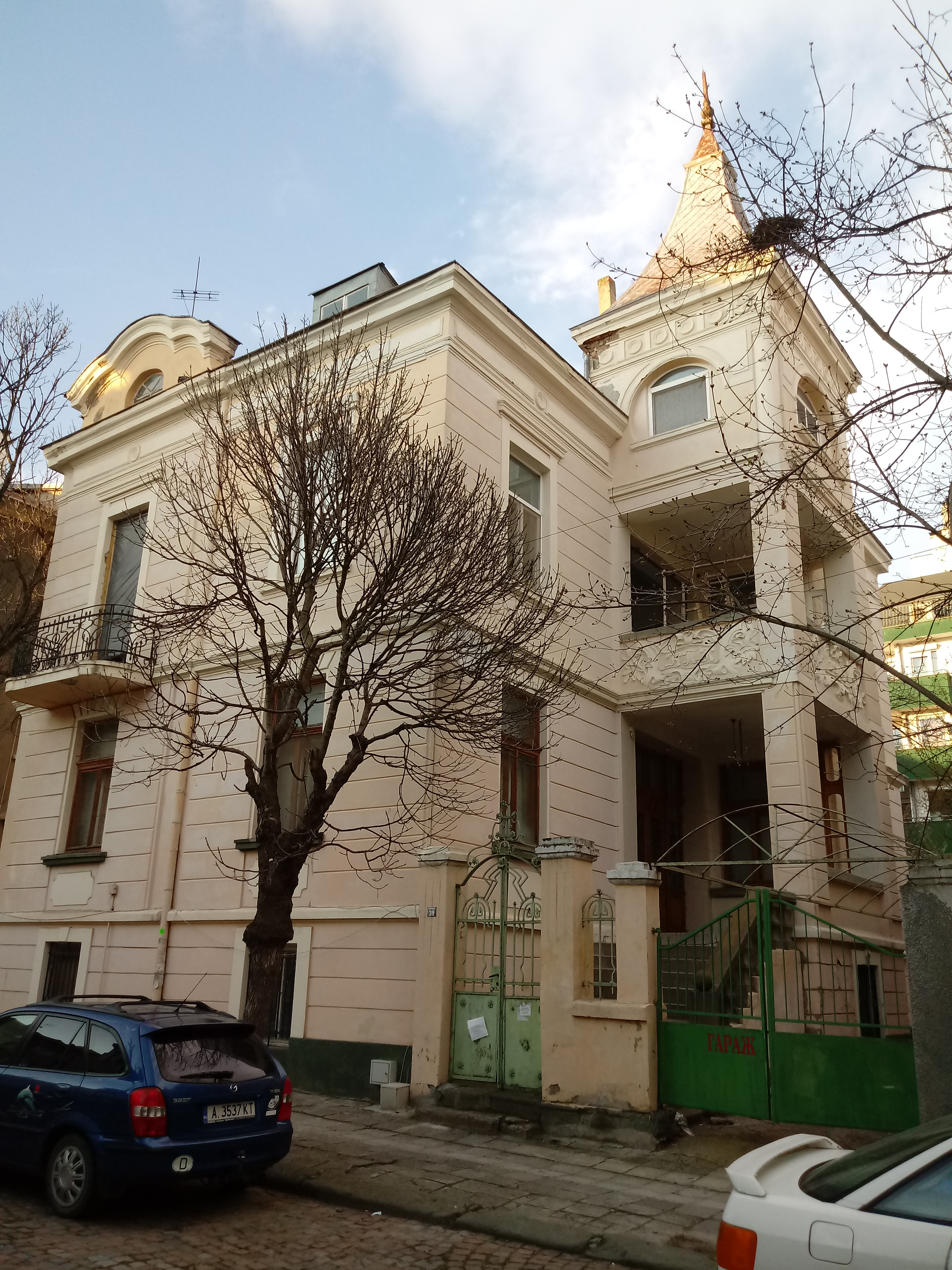
Dom rzeźbiarza Petki Zadgorskiego
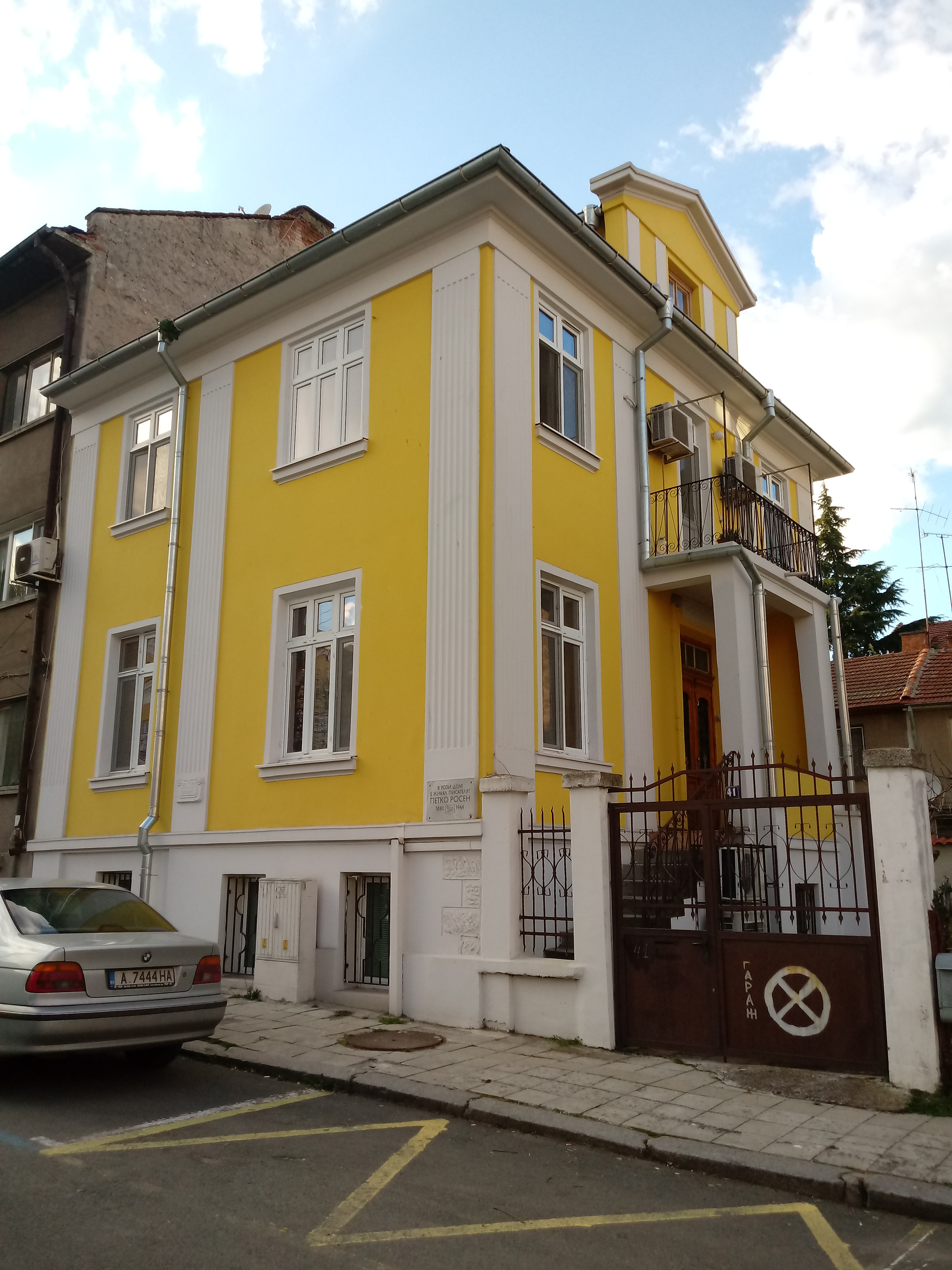
Dom pisarza Petki Rosena
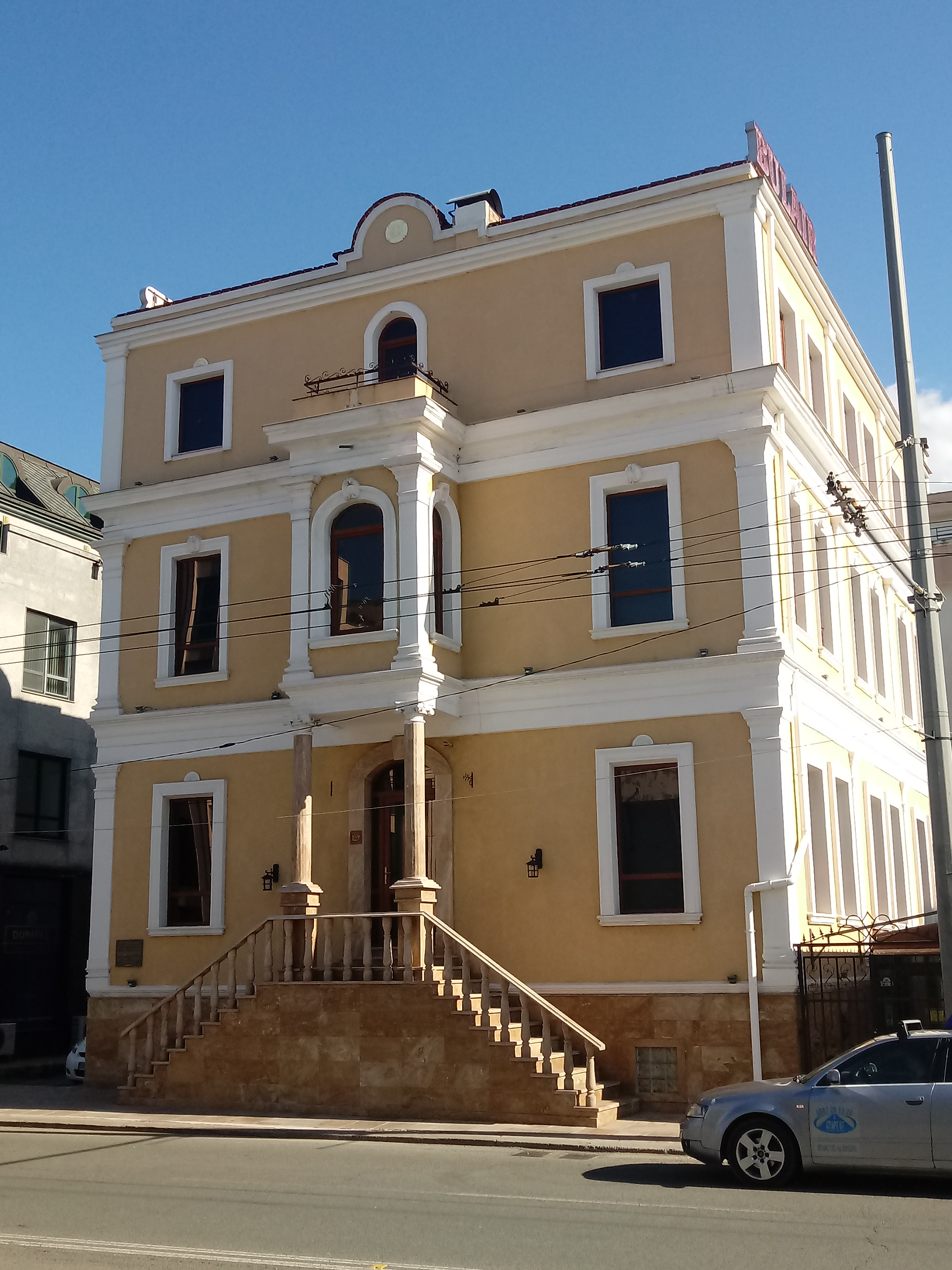
Dom publicysty Władimira Wasilewa
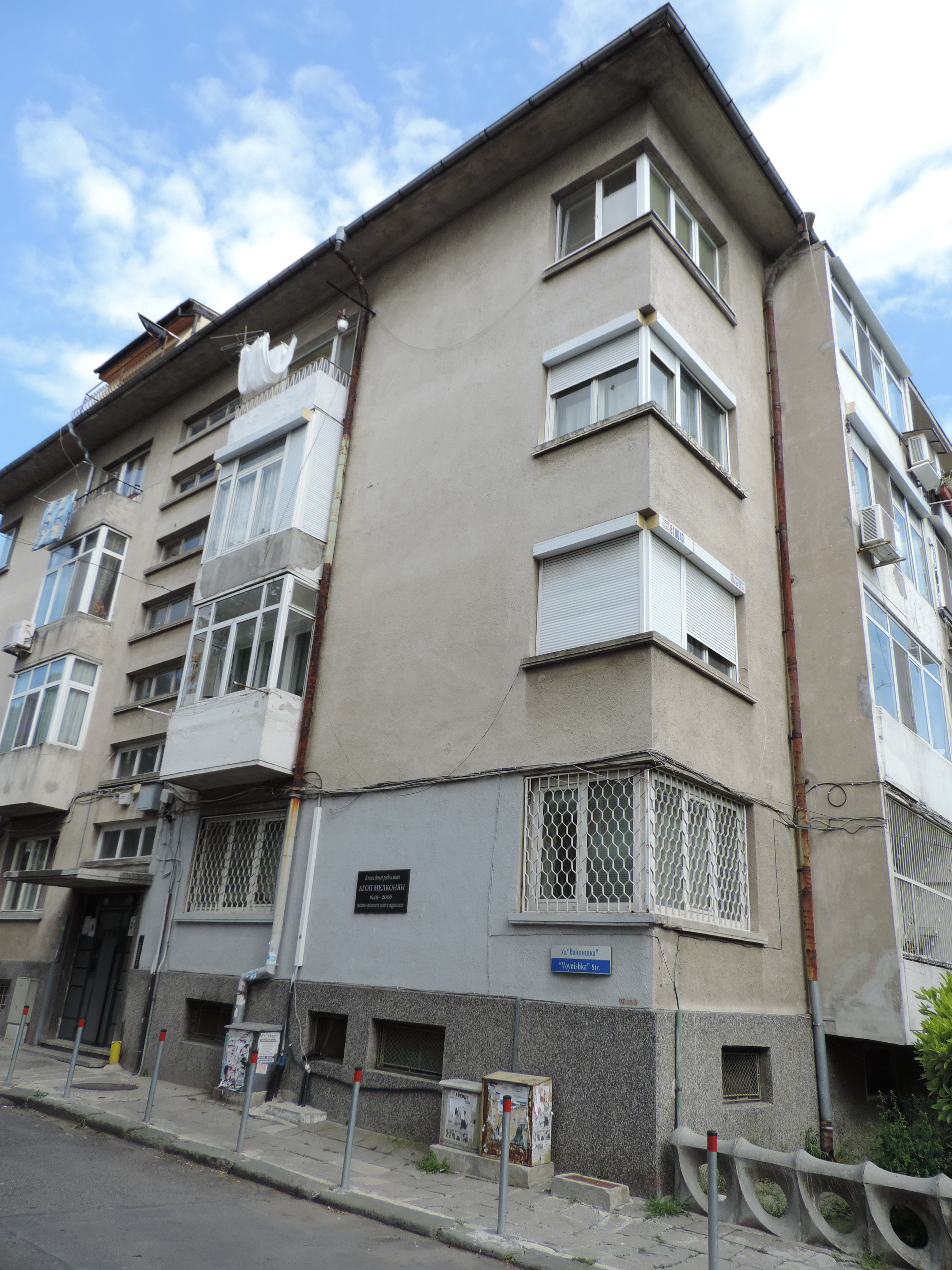
Dom pisarza Agopa Melkonjana

## Transport

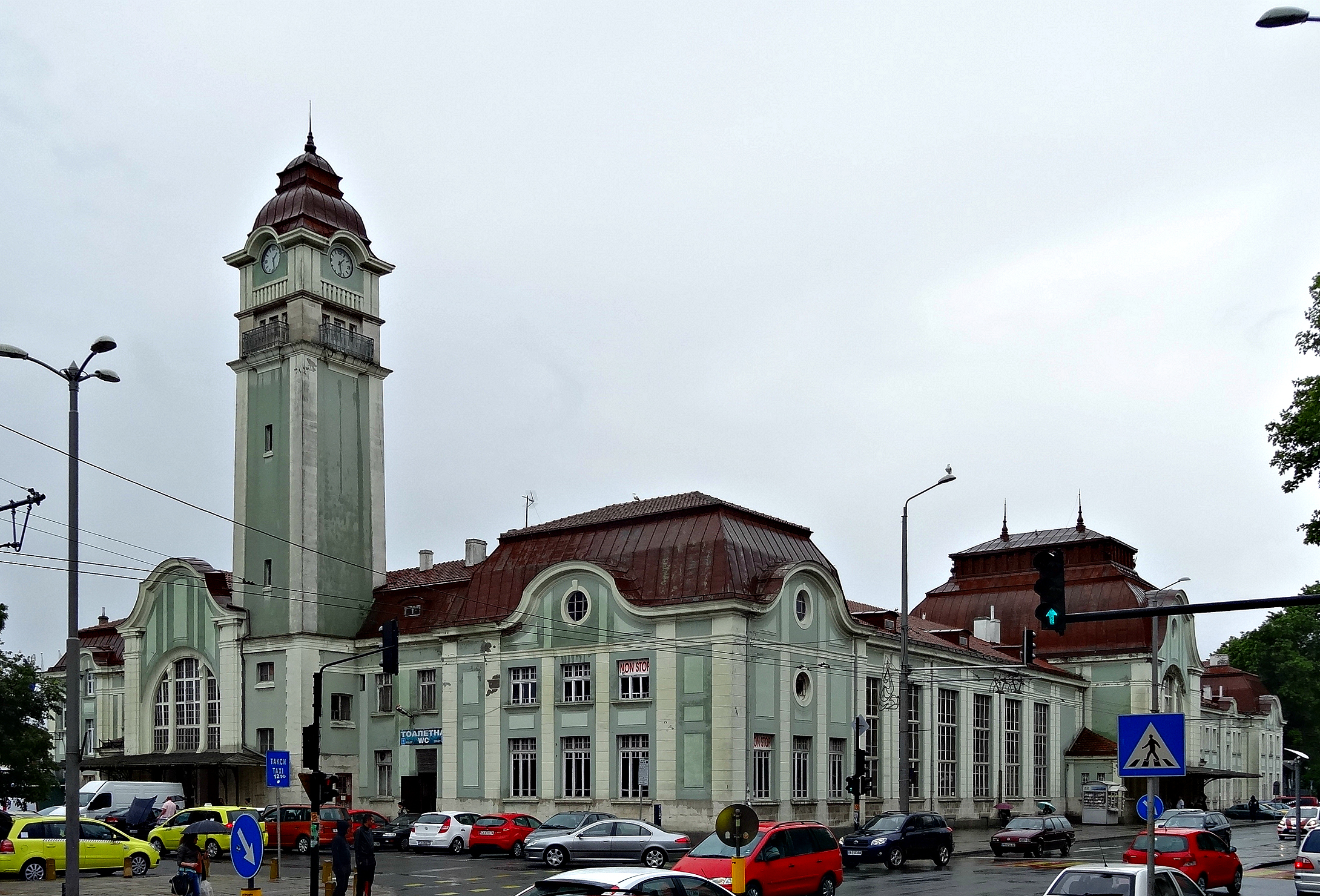
Dworzec kolejowy Burgas

W mieście znajdują się port morski i stacja kolejowa Burgas, a w pobliżu miasta zlokalizowany jest port lotniczy Burgas.
Burgas jest jednym z bułgarskich miast, w których kursują trolejbusy.

## Sport
W Burgasie mają siedzibę kluby piłkarskie PSFK Czernomorec Burgas i Neftochimik Burgas.

## Miasta partnerskie
- Aleksandropolis
- Hamburg
- Krasnodar
- Rotterdam
- Poti
- San Francisco
- Yantai
- Żylina

## Galeria

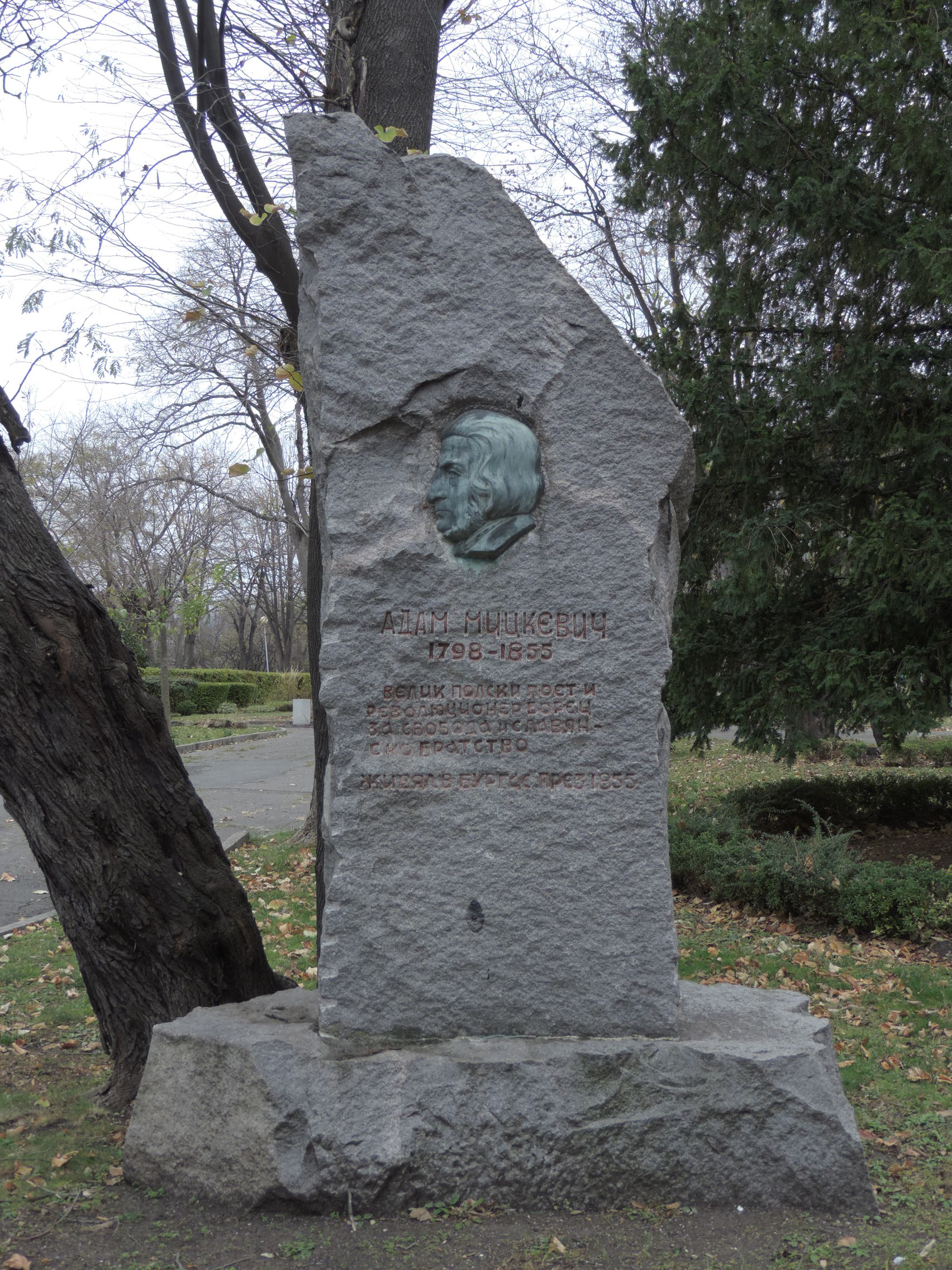
Pomnik Adama Mickiewicza
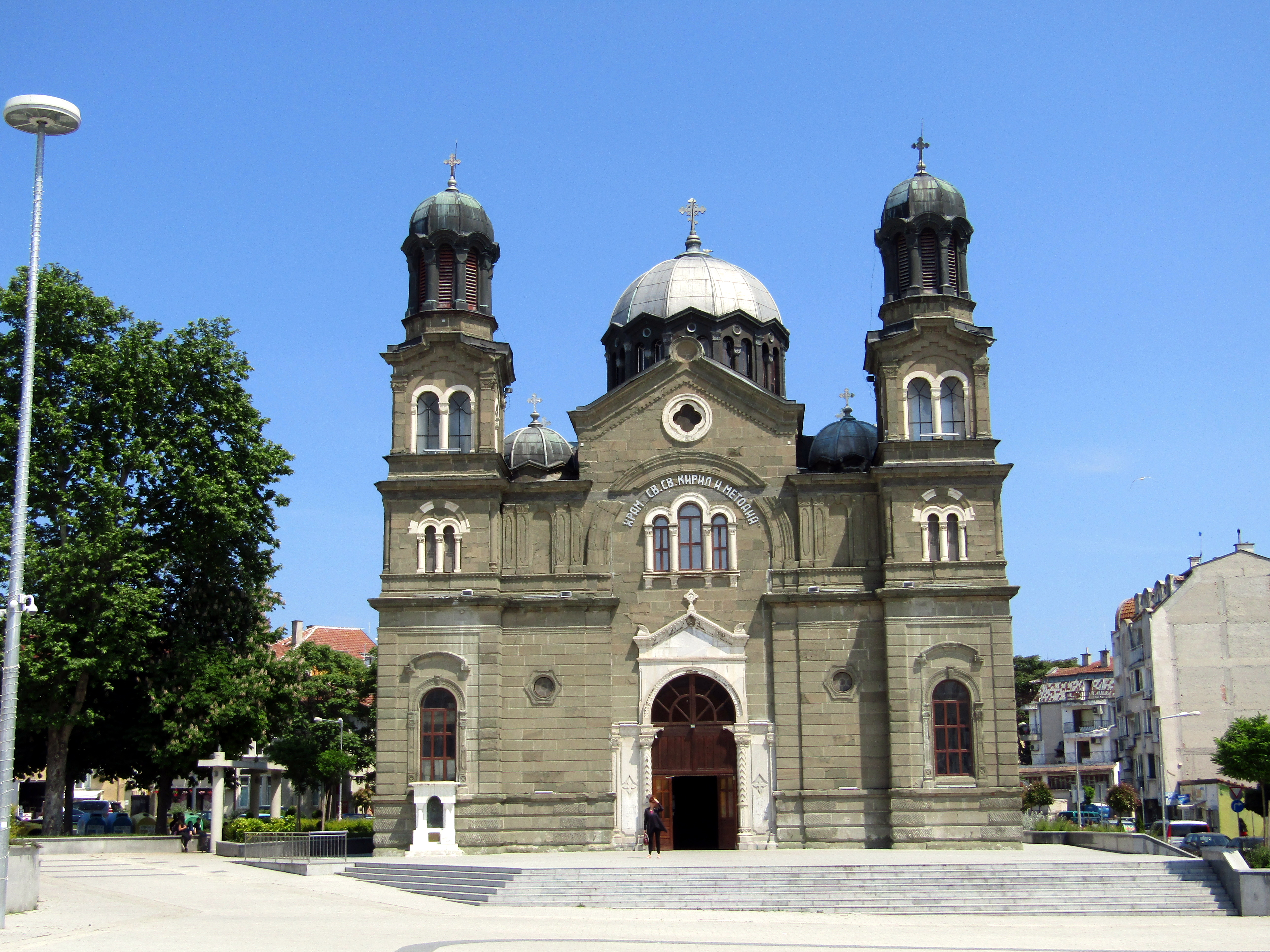
Sobór śś. Cyryla i Metodego
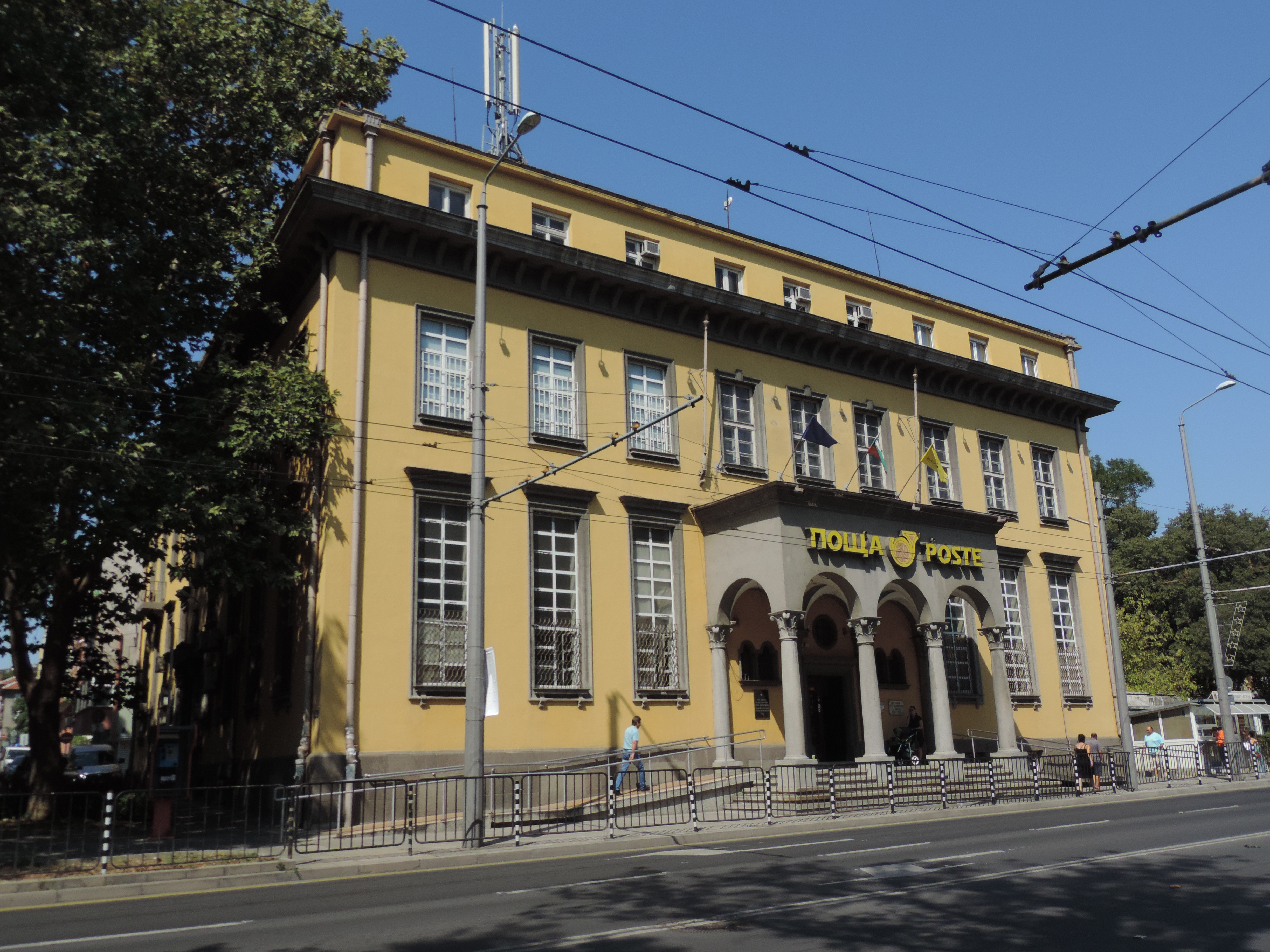
Poczta główna
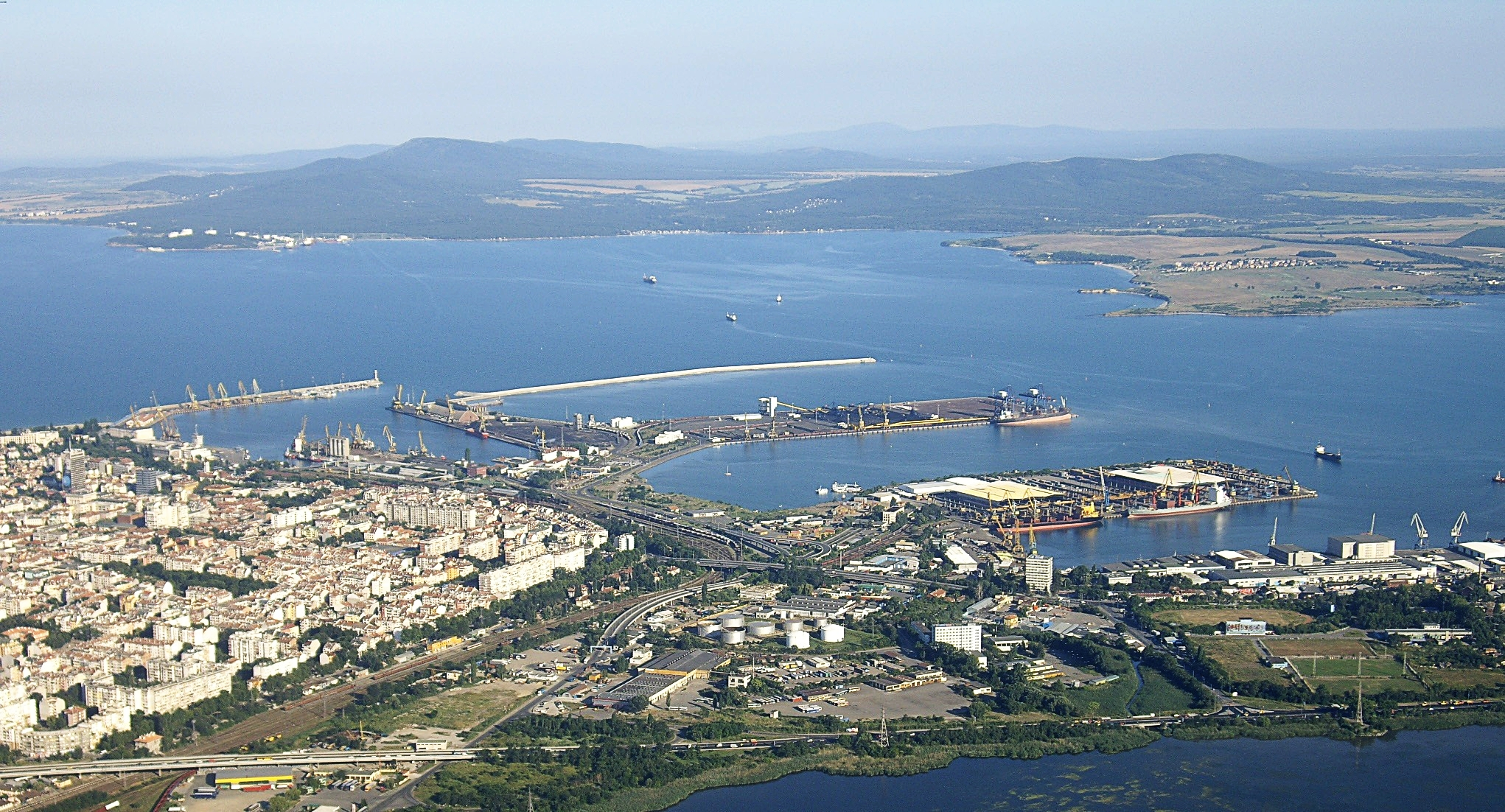
Port morski
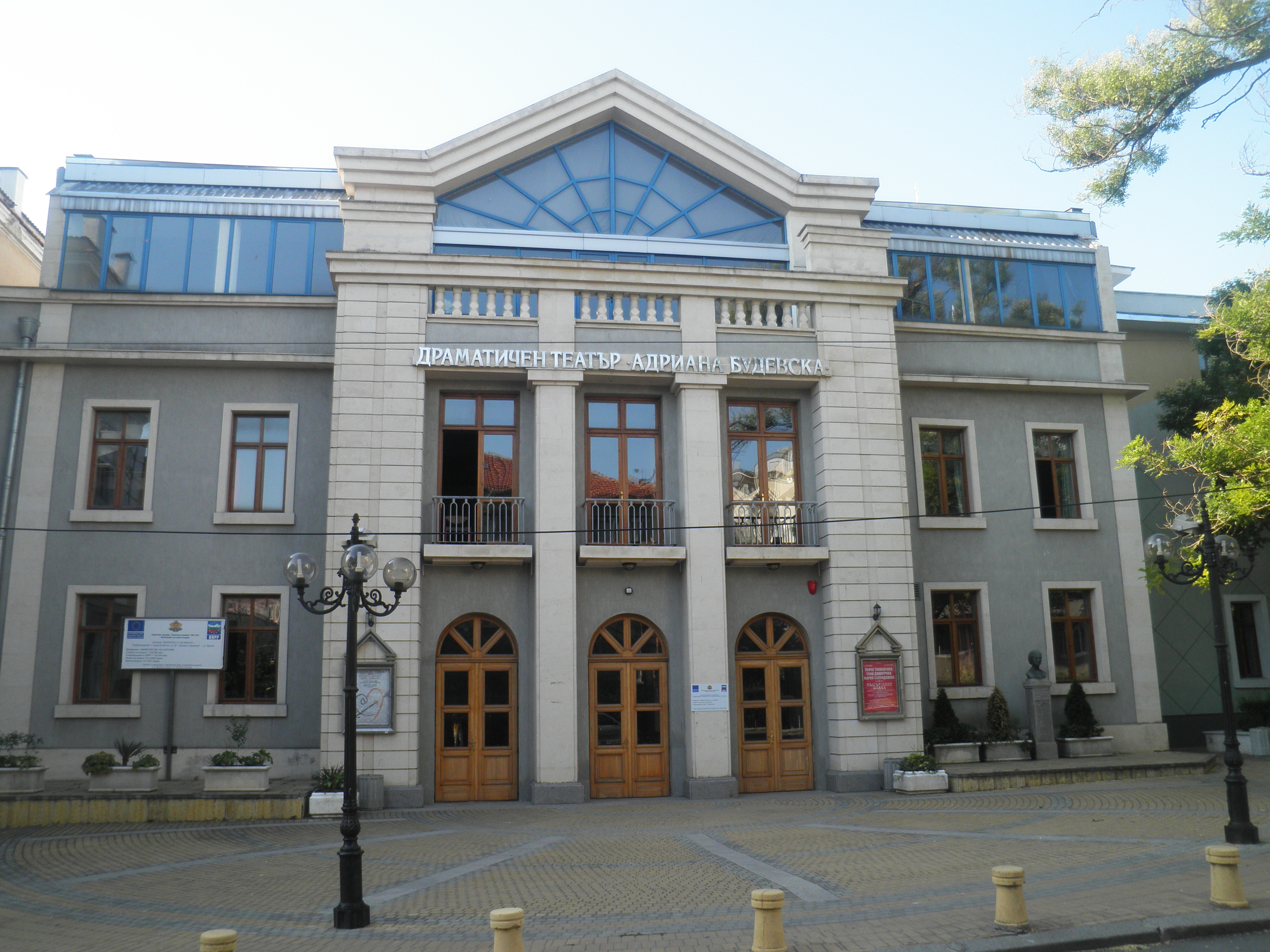
Teatr Dramatyczny
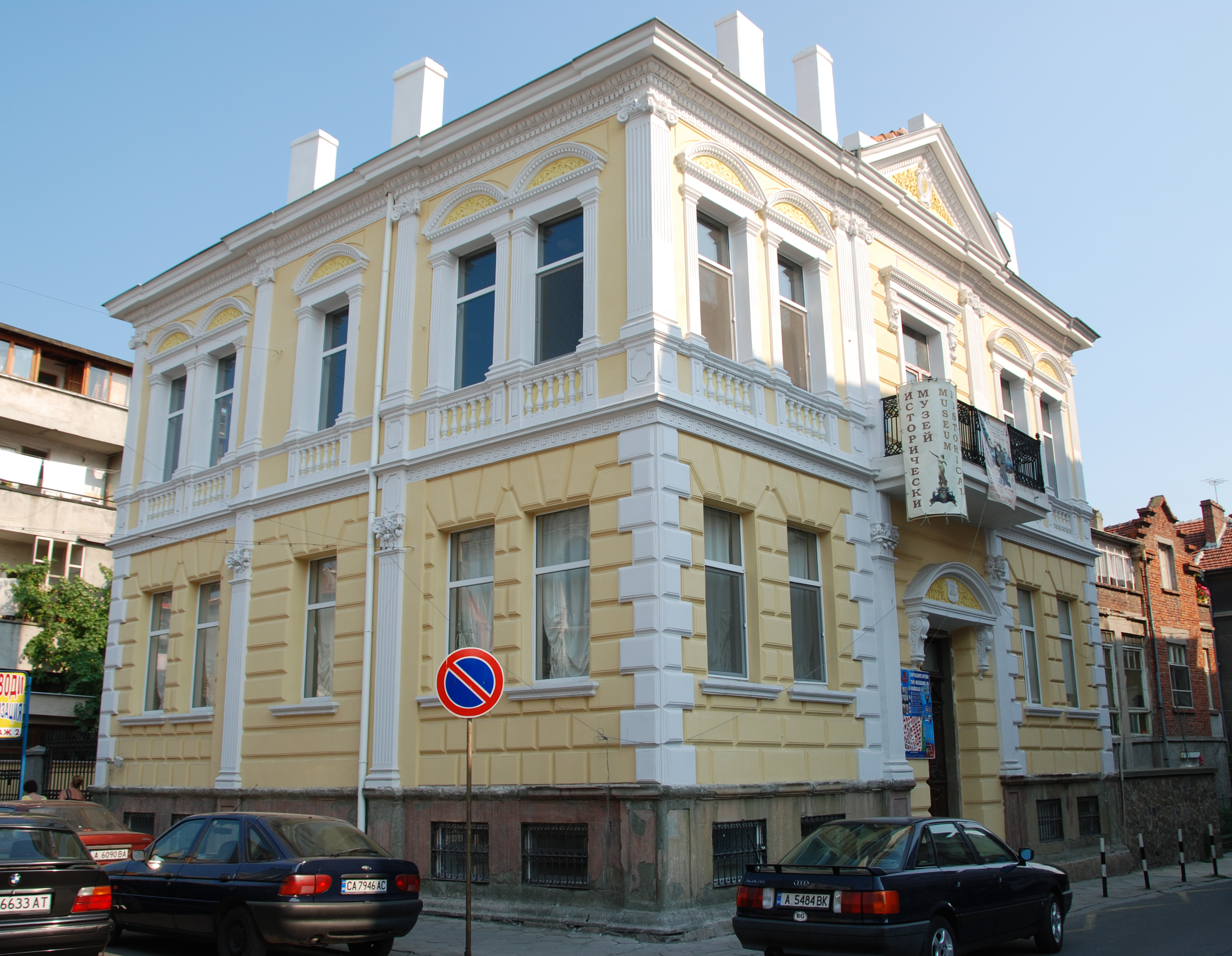
Muzeum Historyczne
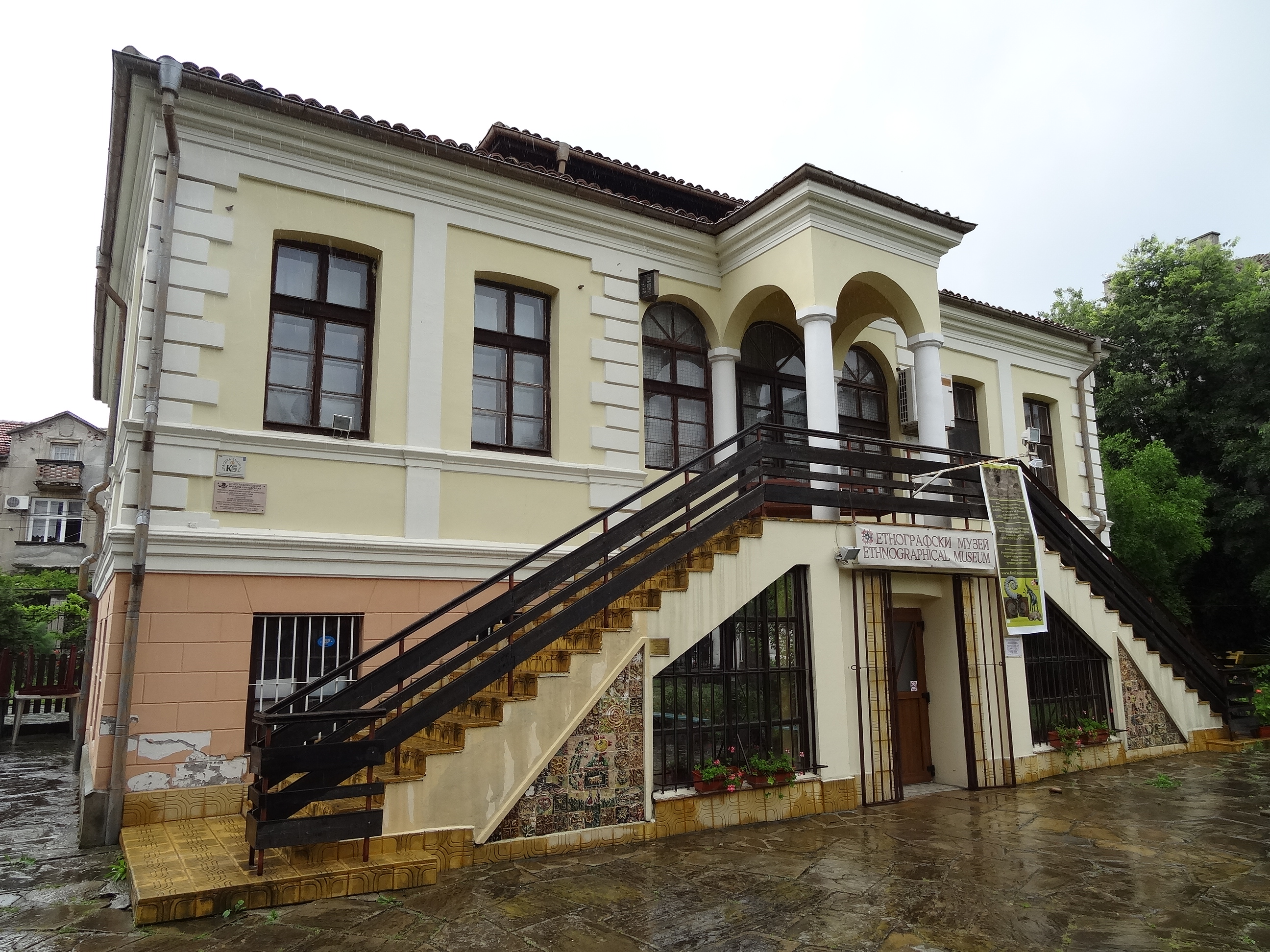
Muzeum Etnograficzne
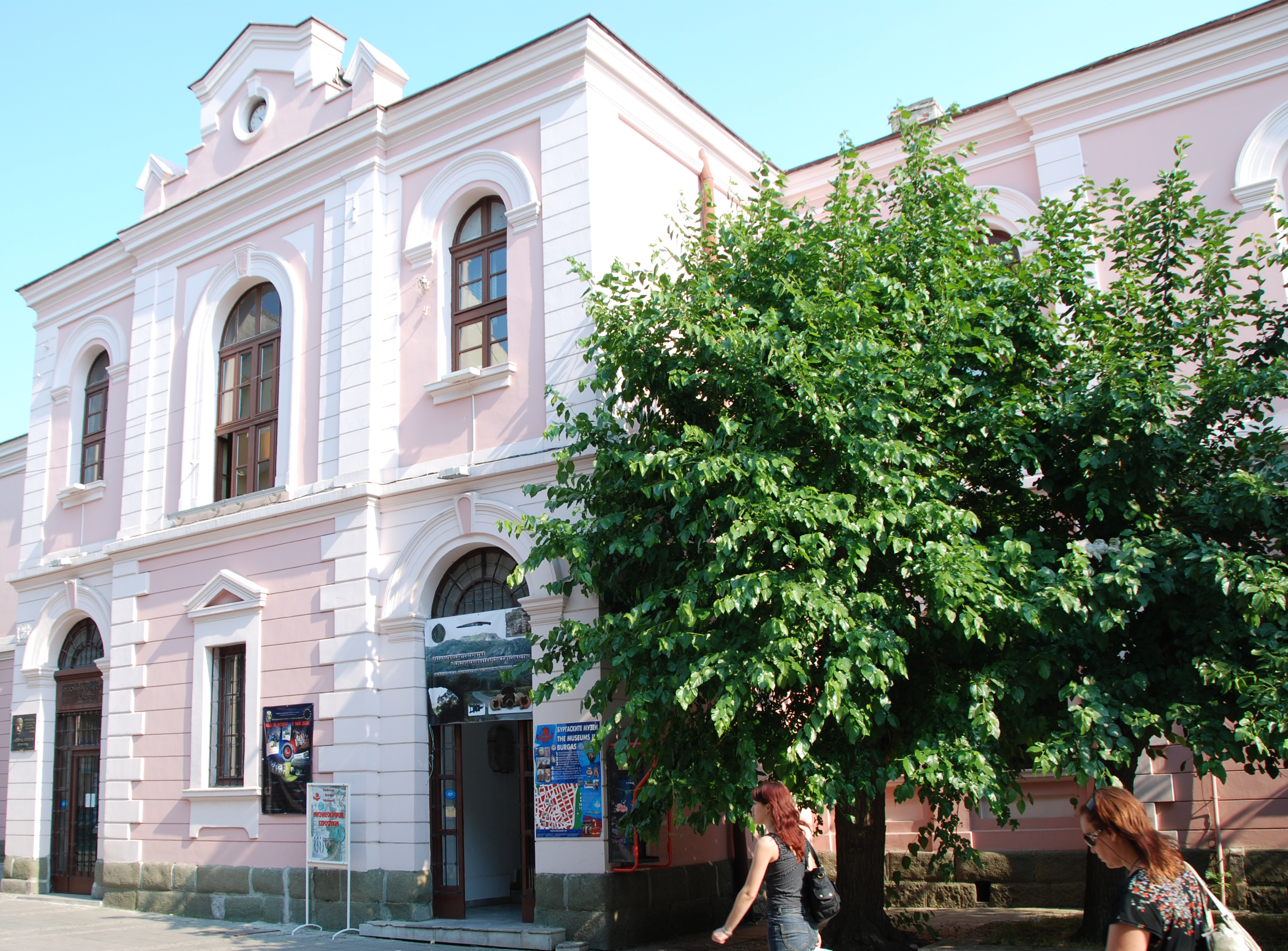
Muzeum Archeologiczne
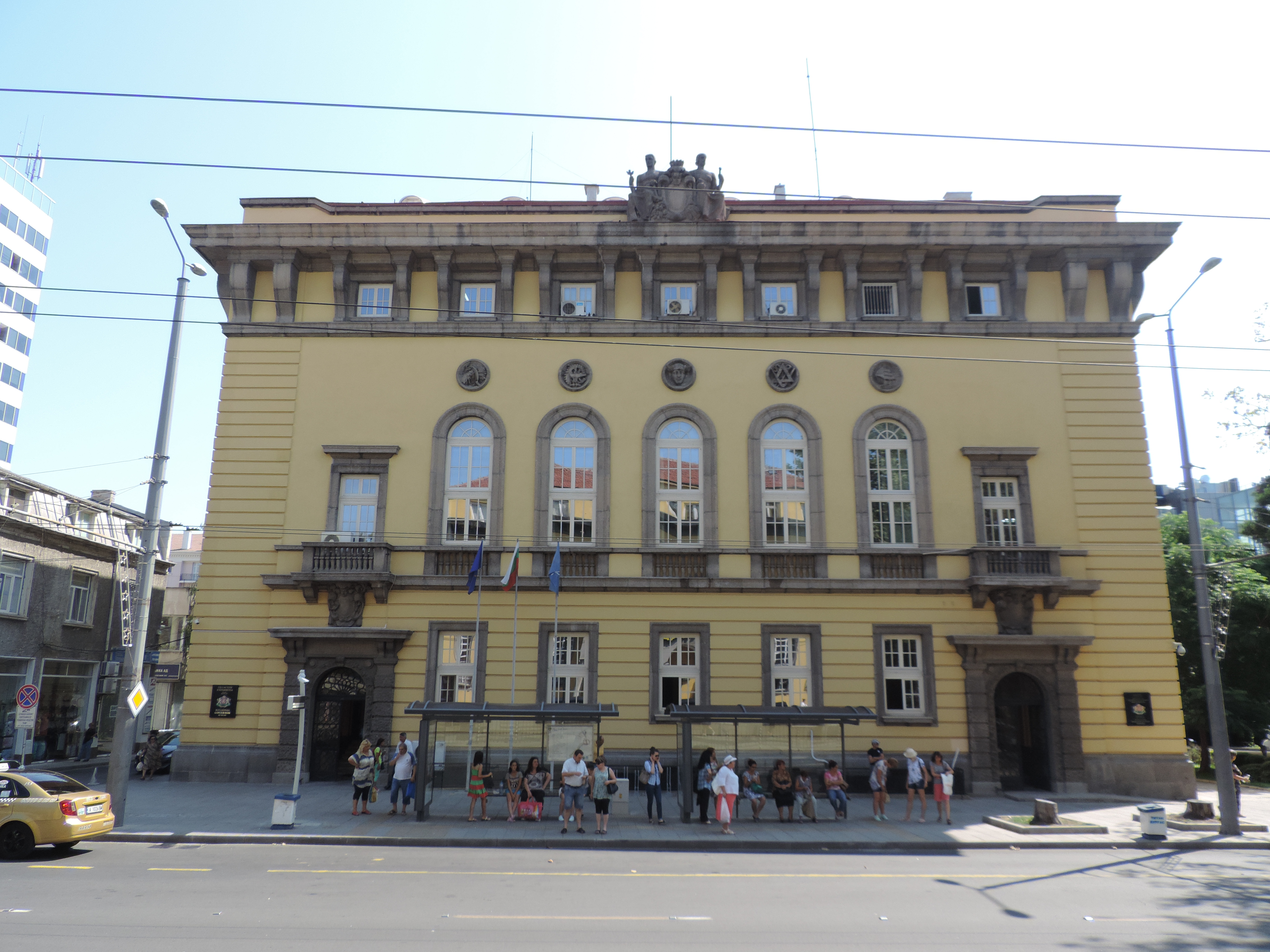
Gmach administracji obwodowej
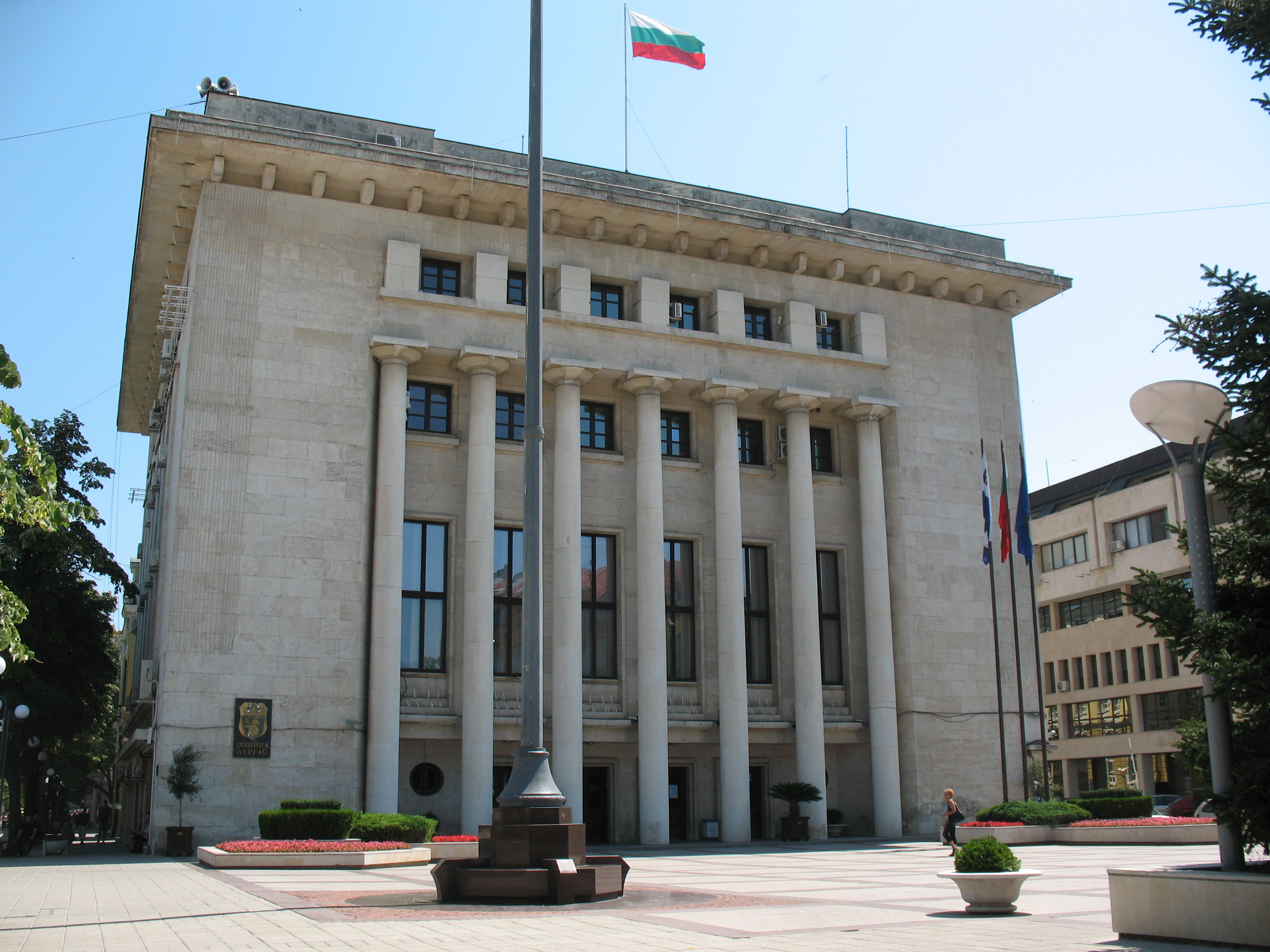
Ratusz
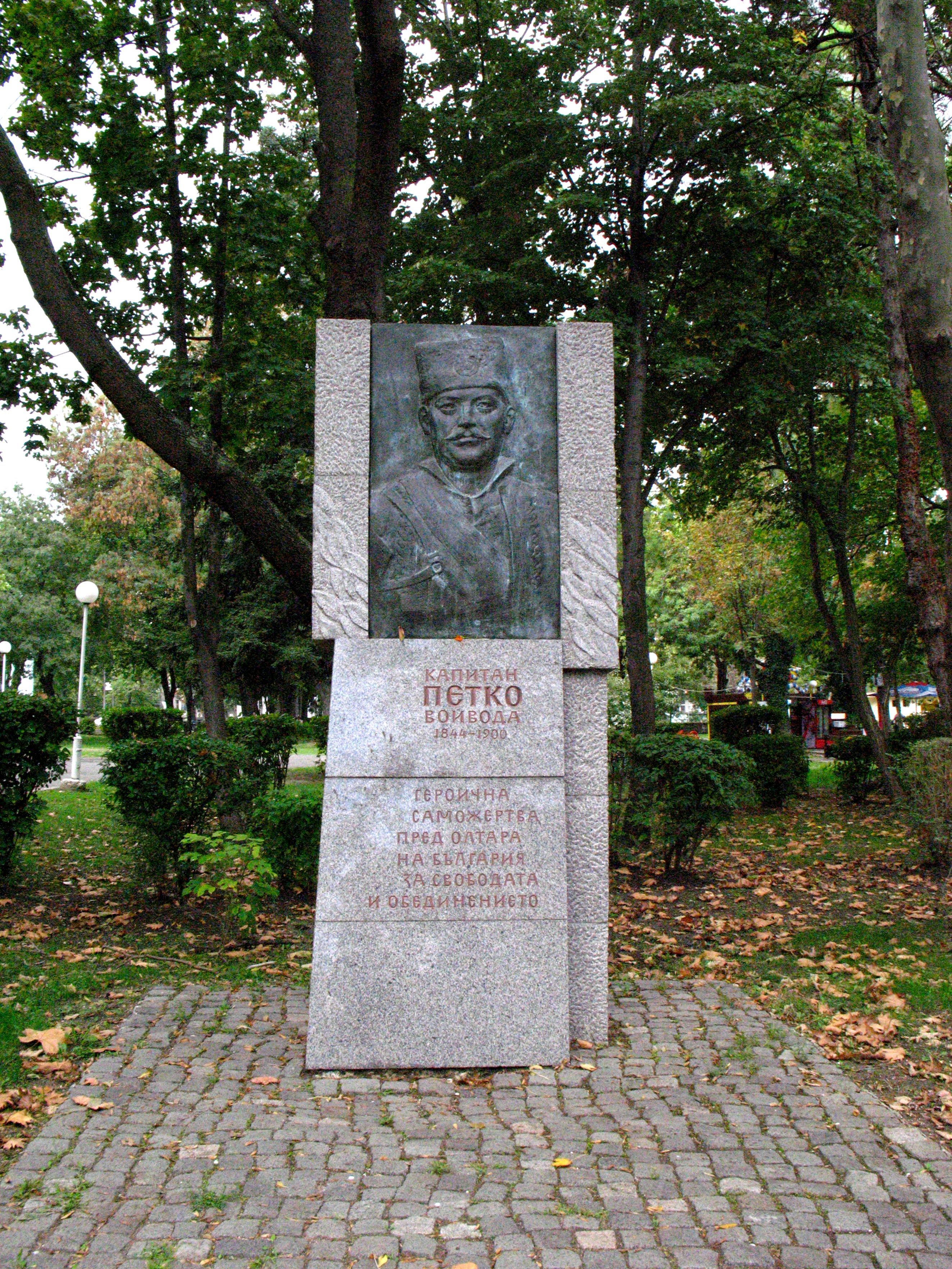
Pomnik Petki Wojwody(inne języki)
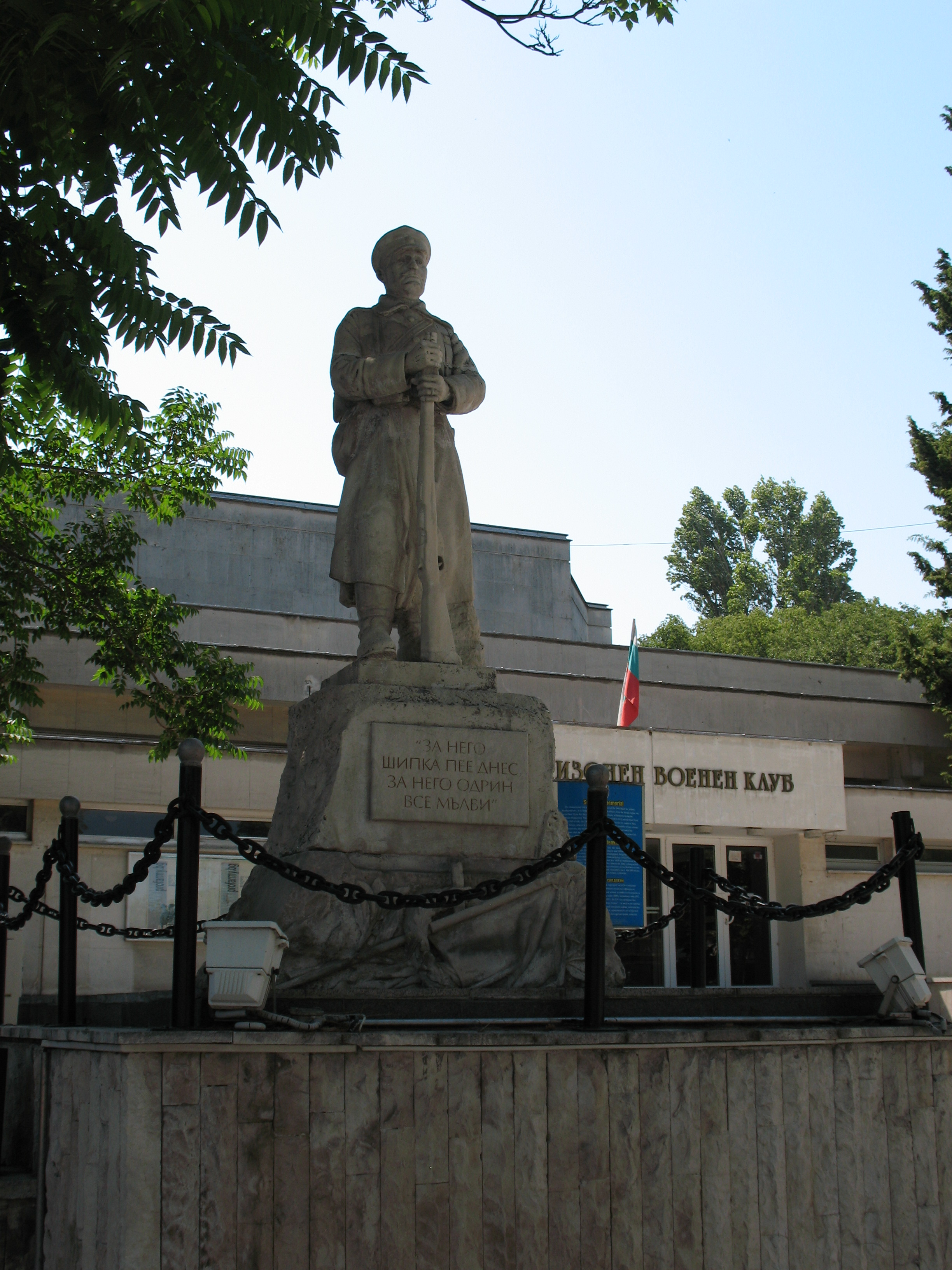
Pomnik Nieznanego Żołnierza
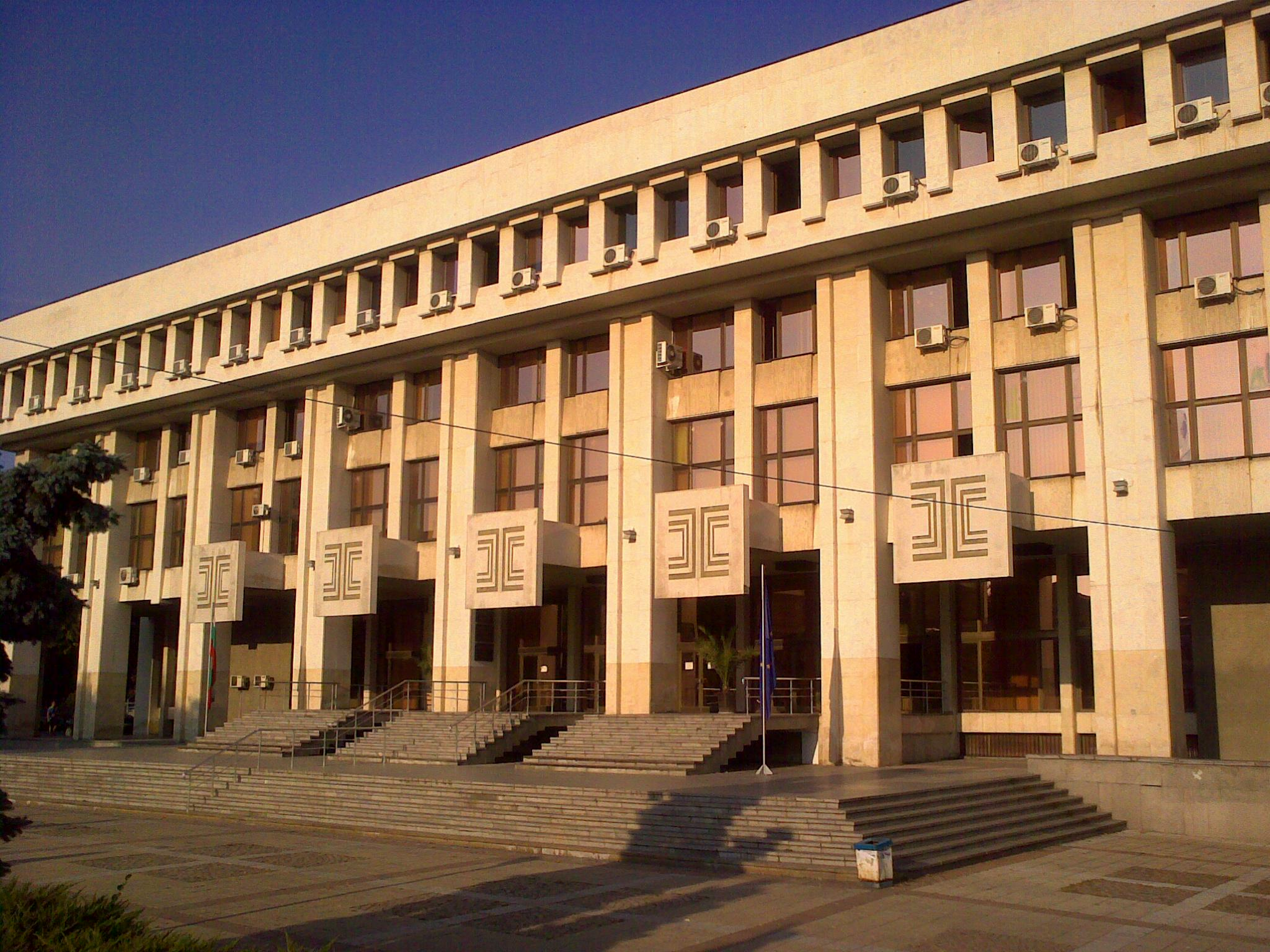
Gmach sądu
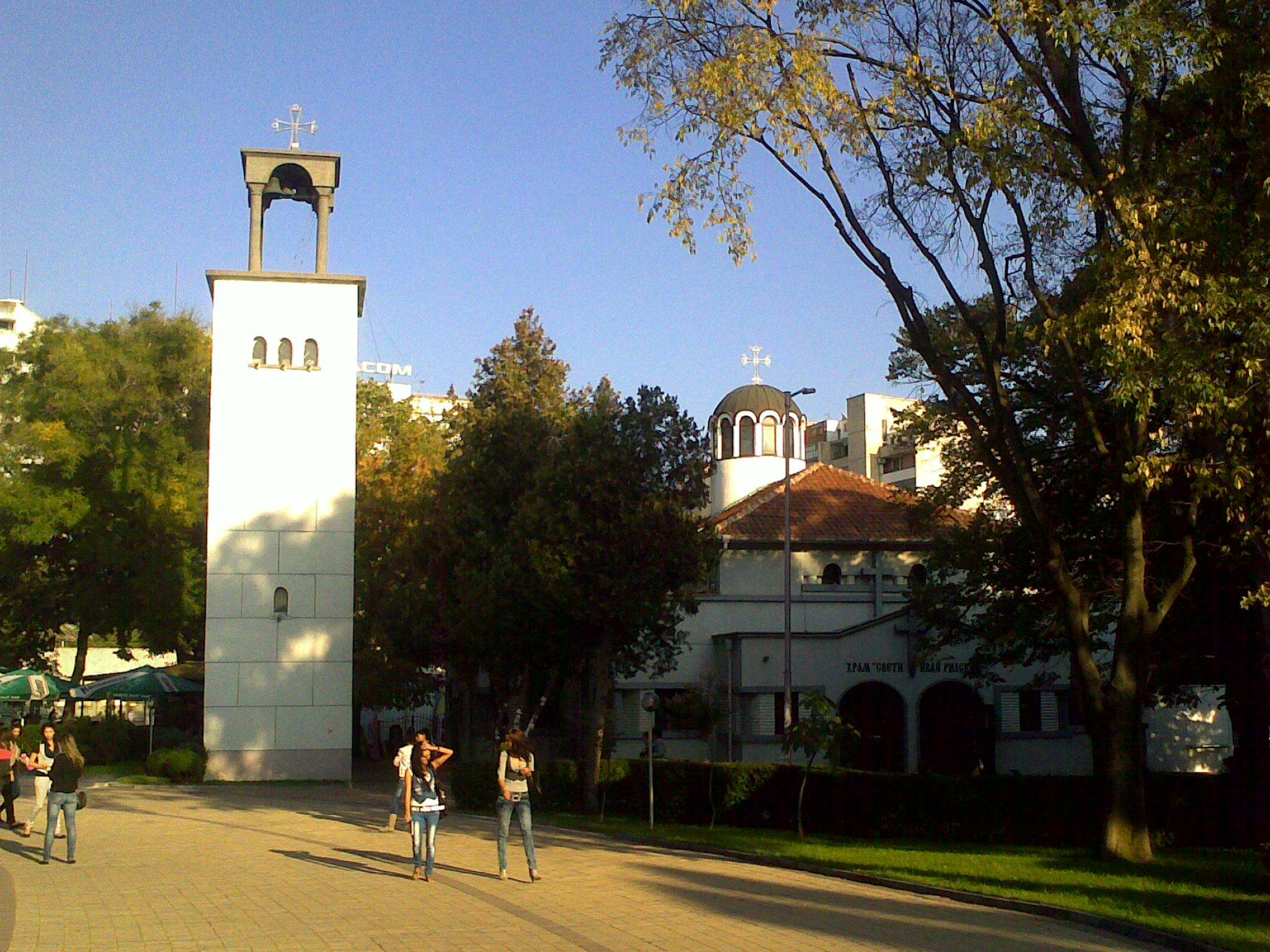
Cerkiew św. Jana Rilskiego